# Trasporti in Cambogia

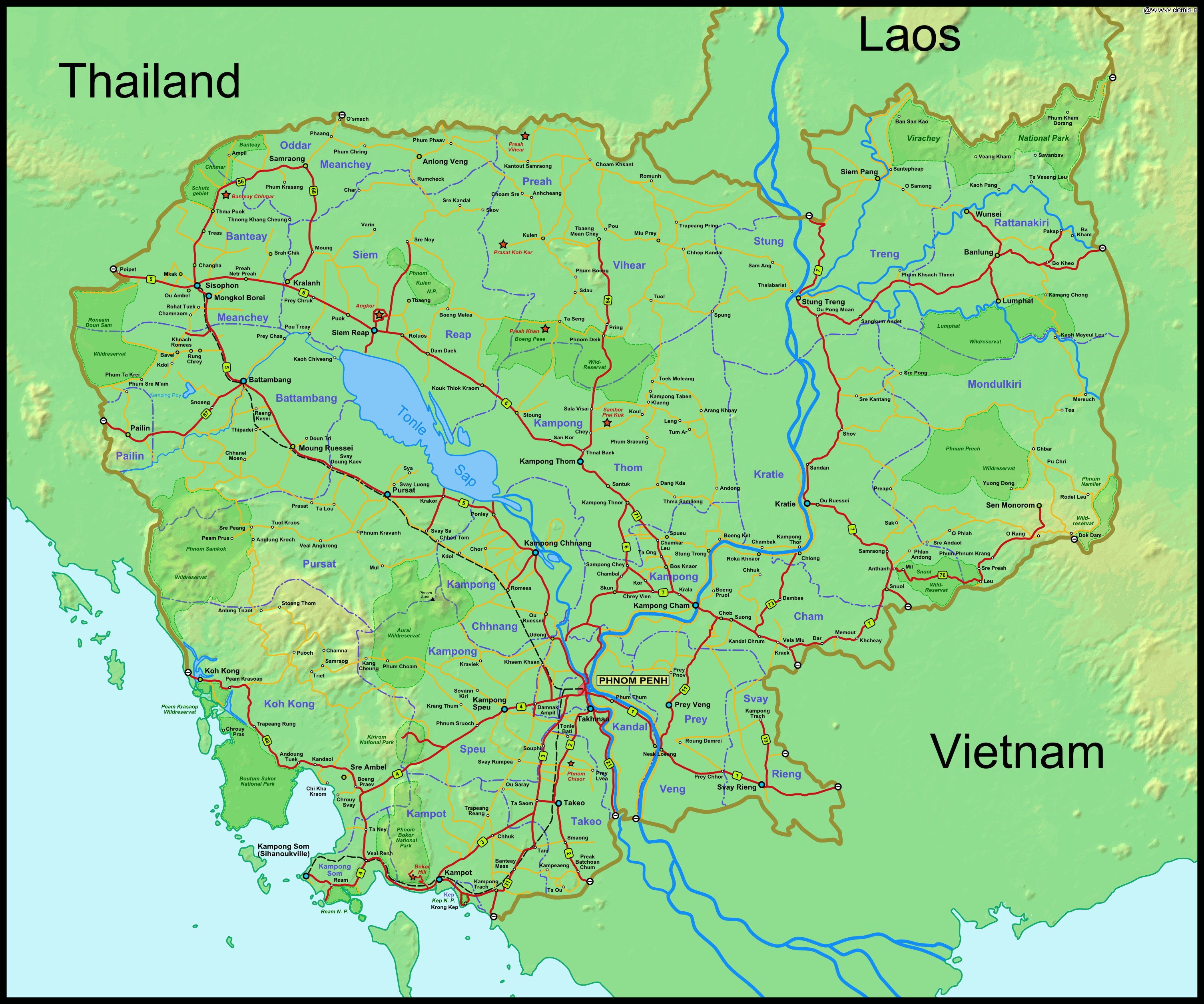

Gli anni di guerra e difficoltà economiche durante i periodi di pace hanno limitato lo sviluppo delle infrastrutture della Cambogia.

## Sistema stradale

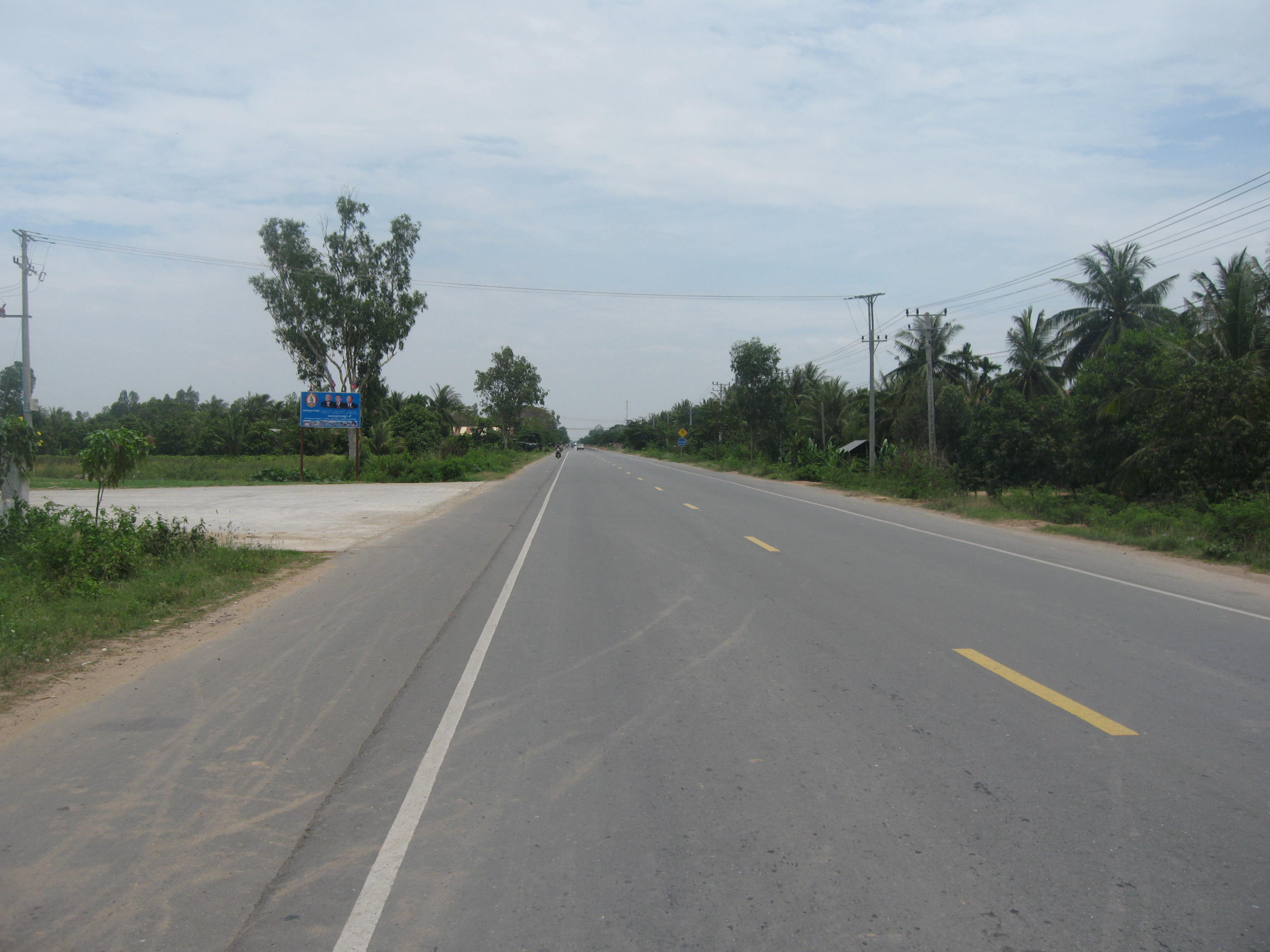
La Strada nazionale 1.

Tutte le principali strade statali della Cambogia sono asfaltate anche se la maggior parte della rete è limitata ad una singola carreggiata. Fuori dall'area urbana di Phnom Penh solo la strada nazionale 6A ed una piccola porzione della strada nazionale 48 si presentano con doppia carreggiata e due corsie per senso di marcia. Le strade nazionali cambogiane sulle mappe spesso sono indicate con l'abbreviazione NH, "National Highway".
La strada nazionale 1 e la strada nazionale 5 fanno parte del percorso transasiatico della Asian Higway 1 (AH1) mentre la strada nazionale 4, la strada nazionale 6A e la strada nazionale 7 fanno parte del corridoio Vientiane-Sihanoukville della Asian Higway 11 (AH11).
|                     | \| Strada \| Lungh. \| Inizio \| Fine \| AH \| \| ------------------- \| -------- \| ------------------------- \| ---------------------------------- \| ---- \| \| Strada nazionale 1 \| 167,1 km \| Phnom Penh \| Bavet (confine con il Vietnam) \| AH1 \| \| Strada nazionale 2 \| 120,6 km \| Phnom Penh \| Phnom Den (confine con il Vietnam) \| \| \| Strada nazionale 3 \| 202 km \| Phnom Penh \| NH4 a Khum Veal Renh \| \| \| Strada nazionale 4 \| 230 km \| Phnom Penh \| Sihanoukville \| AH11 \| \| Strada nazionale 5 \| 407,5 km \| Phnom Penh \| Poipet (confine con la Thailandia) \| AH1 \| \| Strada nazionale 6A \| 73 km \| Phnom Penh \| NH6 a Skoun \| AH11 \| \| Strada nazionale 6 \| 341 km \| NH6A a Skoun \| NH5 a Sisophon \| \| \| Strada nazionale 7 \| 509,2 km \| NH6A a Skoun \| confine con il Laos \| AH11 \| \| Strada nazionale 8 \| 124 km \| NH6A dal Ponte Prek Tamak \| NH7 a Ponhea Krek \| \| |                           |                                    |      |
| Strada              | Lungh. | Inizio                    | Fine                               | AH   |
| Strada nazionale 1  | 167,1 km | Phnom Penh                | Bavet (confine con il Vietnam)     | AH1  |
| Strada nazionale 2  | 120,6 km | Phnom Penh                | Phnom Den (confine con il Vietnam) |      |
| Strada nazionale 3  | 202 km | Phnom Penh                | NH4 a Khum Veal Renh               |      |
| Strada nazionale 4  | 230 km | Phnom Penh                | Sihanoukville                      | AH11 |
| Strada nazionale 5  | 407,5 km | Phnom Penh                | Poipet (confine con la Thailandia) | AH1  |
| Strada nazionale 6A | 73 km | Phnom Penh                | NH6 a Skoun                        | AH11 |
| Strada nazionale 6  | 341 km | NH6A a Skoun              | NH5 a Sisophon                     |      |
| Strada nazionale 7  | 509,2 km | NH6A a Skoun              | confine con il Laos                | AH11 |
| Strada nazionale 8  | 124 km | NH6A dal Ponte Prek Tamak | NH7 a Ponhea Krek                  |      |

## Sistema ferroviario

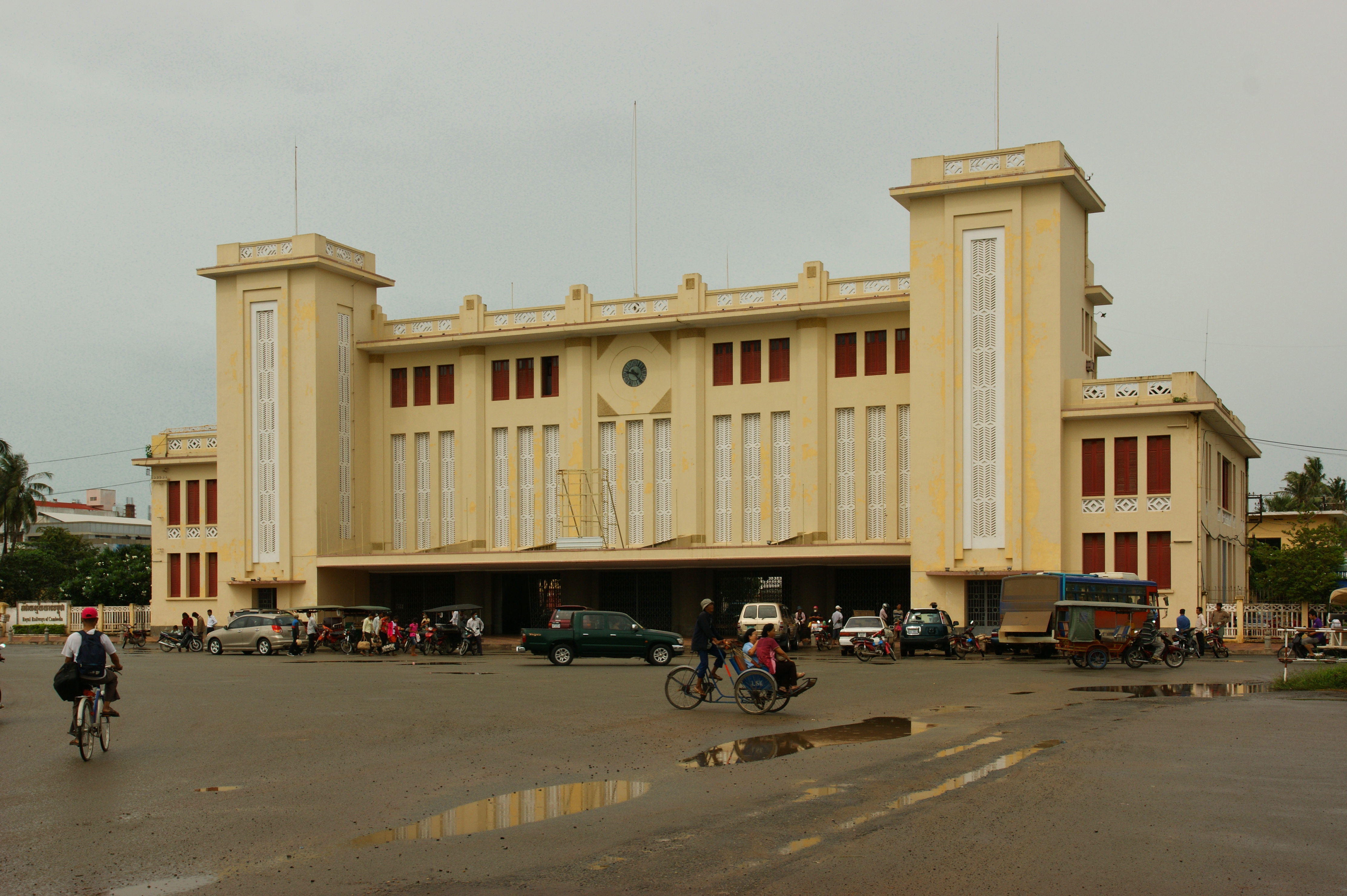
La stazione di Phnom Penh.

In Cambogia sono presenti solo due linee ferroviarie per un totale di 642 km ed entrambe hanno origine dalla capitale. La linea per Sihanoukville è stata ufficialmente riaperta il 9 aprile 2016 mentre la linea per Poipet ha visto l'ultima corsa, limitata a Phnom Penh-Battambang, nel 2009. Brevi tratti della linea diretta a nord vengono sfruttati per fini turistici a Battambang ed a Pursat dove operano i Bamboo Train.
|                                   | \| Linea \| Lungh. \| Inizio \| Fine \| Note \| \| --------------------------------- \| ------ \| ---------- \| ---------------------------------- \| --------------- \| \| Ferrovia Phnom Penh-Sihanoukville \| 262 km \| Phnom Penh \| Sihanoukville \| \| \| Ferrovia Phnom Penh-Poipet \| 388 km \| Phnom Penh \| Poipet (confine con la Thailandia) \| chiusa dal 2009 \| |            |                                    |                 |
| Linea                             | Lungh. | Inizio     | Fine                               | Note            |
| Ferrovia Phnom Penh-Sihanoukville | 262 km | Phnom Penh | Sihanoukville                      |                 |
| Ferrovia Phnom Penh-Poipet        | 388 km | Phnom Penh | Poipet (confine con la Thailandia) | chiusa dal 2009 |

## Porti

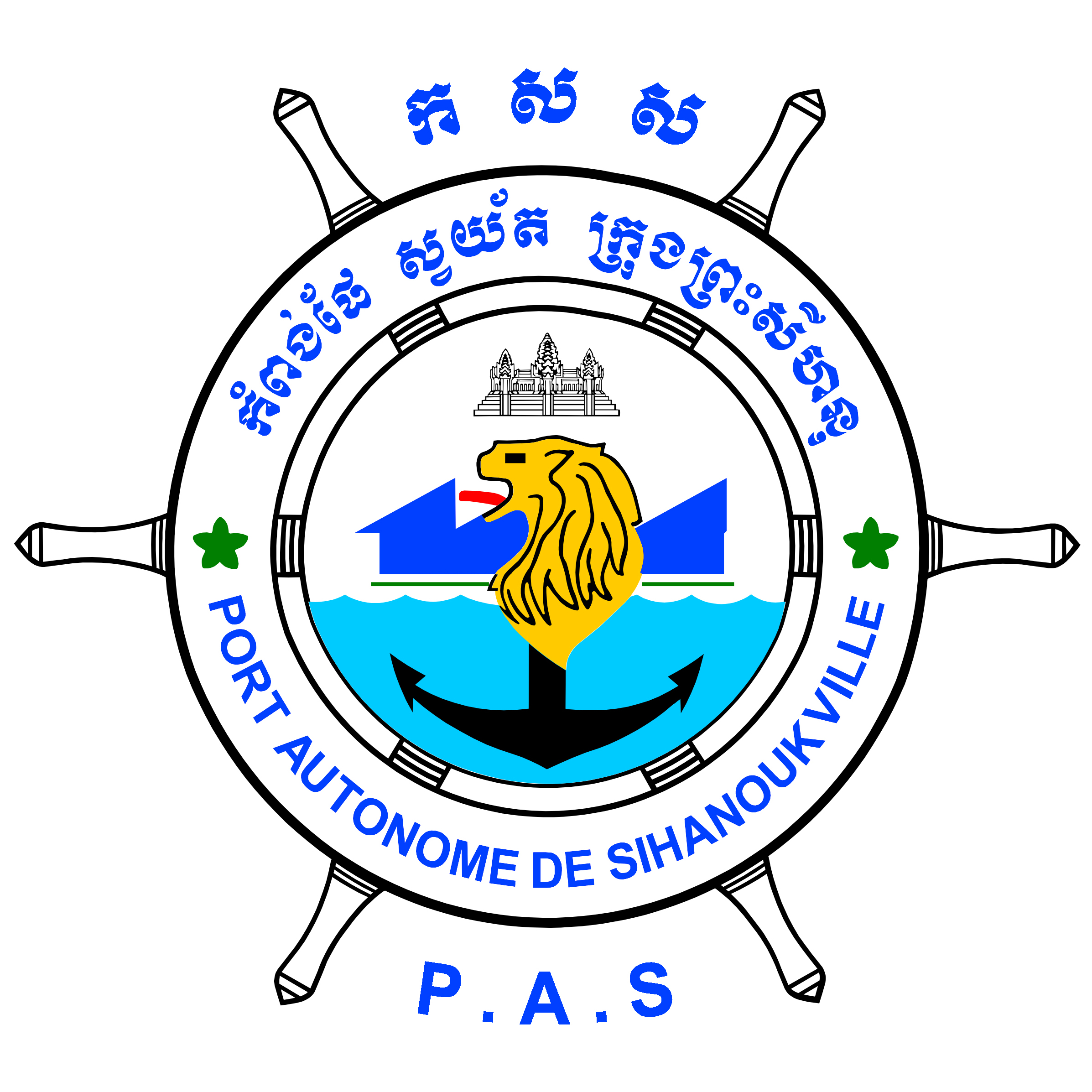
Logo del porto di Sihanoukville.

Il principale porto commerciale della Cambogia è quello di Sihanoukville da dove passa la maggior parte del cargo in entrata o uscita dal paese . Il porto di Phnom Penh dispone di due distinti terminal container e di un molo passeggeri. Nel 2016 sono iniziati i lavori per la costruzione del porto commerciale di Kampot. Sulla costa del golfo di Siam sono presenti altri 6 porticcioli pescherecci ed un terminale petrolifero. Lungo il fiume Mekong ed il Tonle Bassac vi sono approdi fluviali e servizi di traghettamento.
| Porto                  | Totale merci 2015* | Totale TEU 2015** |
| ---------------------- | ------------------ | ----------------- |
| Porto di Shianoukville | 3 763 296          | 391 819           |
| Porto di Phnom Penh    | n.d.               | 165 000           |

* Valori espressi in tonnellate.

** TEU o l'unità equivalente a venti piedi, è la misura standard di volume nel trasporto dei container ISO.

## Aeroporti

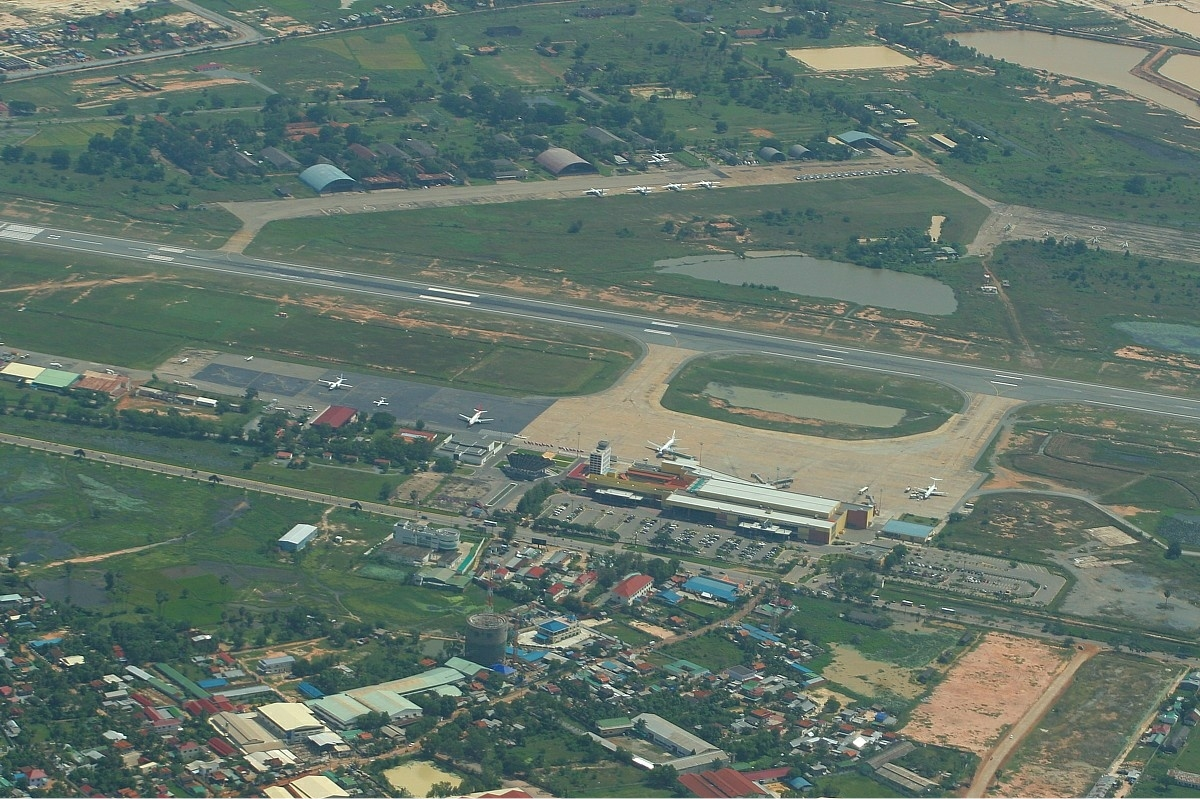
L'aeroporto di Phnom Penh.

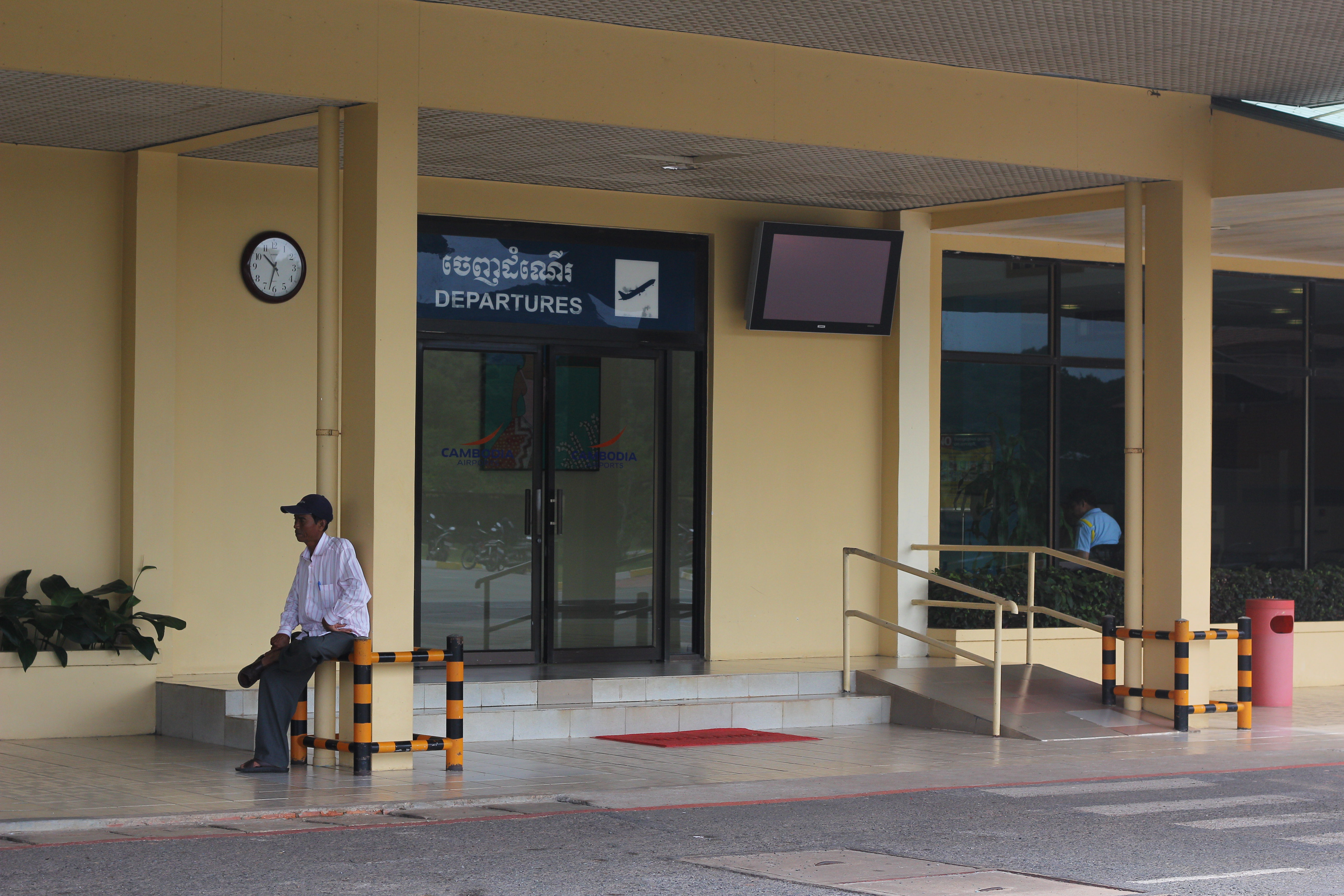
Aeroporto Internazionale di Sihanoukville.

I due principali aeroporti cambogiani sono quello di Phnom Penh e quello di Siem Reap da cui passa quasi tutto il traffico passeggeri della nazione. Oltre ai due scali principali solo l'aeroporto di Sihanoukville ha traffico con voli commerciali. L'aeroporto di Kampong Chhnang, nonostante sia uno dei soli 4 aeroporti del paese con pista lunga oltre i 2.000 m, rimane inutilizzato mentre l'aeroporto di Battambang ospita voli di aviazione generale.
|                                              | \| Aeroporto \| ICAO \| IATA \| Lungh. pista \| Passeggeri (2018) \| \| -------------------------------------------- \| ---- \| ---- \| ------------ \| ----------------- \| \| Aeroporto Internazionale di Phnom Penh \| VDPP \| PNH \| 3.000 m \| 5.252.568 \| \| Aeroporto Internazionale di Siem Reap-Angkor \| VDSR \| REP \| 2.550 m \| 4.480.000 \| \| Aeroporto Internazionale di Sihanoukville \| VDSV \| KOS \| 2.500 m \| 651.000 \| \| Aeroporto di Kampong Chhnang \| VDKH \| KZC \| 2.400 m \| chiuso \| \| Aeroporto di Battambang \| VDBG \| BBM \| 1.600 m \| solo A.G. \| |      |              |                   |
| Aeroporto                                    | ICAO | IATA | Lungh. pista | Passeggeri (2018) |
| Aeroporto Internazionale di Phnom Penh       | VDPP | PNH  | 3.000 m      | 5.252.568         |
| Aeroporto Internazionale di Siem Reap-Angkor | VDSR | REP  | 2.550 m      | 4.480.000         |
| Aeroporto Internazionale di Sihanoukville    | VDSV | KOS  | 2.500 m      | 651.000           |
| Aeroporto di Kampong Chhnang                 | VDKH | KZC  | 2.400 m      | chiuso            |
| Aeroporto di Battambang                      | VDBG | BBM  | 1.600 m      | solo A.G.         |

### Compagnie aeree nazionali
Le principali sono:
- Cambodia Angkor Air
- Cambodia Bayon Airlines
- Bassaka Air
- Sky Angkor Airlines